# Прекодолце
Прекодолце (на сръбски: Прекодолце или Prekodolce) е село в Югоизточна Сърбия, Пчински окръг, община Владичин хан.

## Население
Според преброяването на населението от 2011 г. селото има 1657 жители.

### Етнически състав
Данните за етническия състав на населението са от преброяването през 2002 г.
- сърби – 1138 жители
- цигани – 392 жители
- българи – 24 жители
- югославяни – 8 жители
- македонци – 2 жители
- черногорци – 1 жител
- неизяснени – 34 жители
- неизвестно – 26 жители